# 玻璃忽镜乡
玻璃忽镜乡，是中华人民共和国内蒙古自治区乌兰察布市商都县下辖的一个乡镇级行政单位。

## 行政区划
玻璃忽镜乡下辖以下地区：
玻璃忽镜村、贲红沟村、元山村、喇嘛勿啦村、二吉淖村、超格敖包村、头号村、阳高村、窝图村、乌尼村、瓜坊子村、单坝沟村、押地房村和三号村。